# Elezioni parlamentari nelle Bahamas del 2017
Le elezioni parlamentari nelle Bahamas del 2017 si tennero il 10 maggio per il rinnovo della Camera dell'assemblea, la camera bassa del Parlamento delle Bahamas.

## Risultati
| Liste                                            | Voti    | %     | Seggi |
| ------------------------------------------------ | ------- | ----- | ----- |
| Movimento Nazionale Libero                       | 91 409  | 56,99 | 35    |
| Partito Liberale Progressista                    | 59 253  | 36,94 | 4     |
| Alleanza Nazionale Democratica                   | 7 577   | 4,72  | –     |
| Partito della Costituzione delle Bahamas         | 315     | 0,20  | –     |
| Partito della Coalizione Nazionale delle Bahamas | 314     | 0,20  | –     |
| Movimento del Popolo                             | 200     | 0,12  | –     |
| Indipendenti                                     | 1 339   | 0,83  | –     |
| Totale                                           | 160 407 | 100   | 39    |